# Мкумбіра (Нхата-Бей)
Мкумбі́ра (англ. Mkumbira) — традиційна громада у складі дистрикту Нхата-Бей Північного регіону Малаві.
Населення — 15078 осіб (2018).